# Макариха (Владимирская область)
Макариха — деревня в Камешковском районе Владимирской области России, входит в состав Сергеихинского сельского поселения.

## География
Село расположено в 11 км к западу от Камешково.

## История
До революции село являлось центром Макарихинской волости Владимирского уезда, с 1924 года — в составе Второвской волости. В 1859 году в деревне числилось 64 дворов, в 1905 году — 152 дворов, в 1926 году — 199 хозяйств.
С 1929 года деревня являлась центром Макарихского сельсовета Ковровского района, с 1940 года — в составе Коверинского сельсовета Камешковского района, с 1959 года — в составе Сергеихинского сельсовета, с 2005 года — Сергеихинского муниципального образования.

## Население
| 1859 | 1897 | 1905 | 1926 |
| ---- | ---- | ---- | ---- |
| 397  | 783  | 911  | 920  |

| 1859 | 1897 | 1905 | 1926 | 2002 | 2010 | 2021 |
| ---- | ---- | ---- | ---- | ---- | ---- | ---- |
| 397  | ↗783 | ↗911 | ↗920 | ↘35  | ↘33  | ↗57  |